# إيفان ديفيد
إيفان ديفيد (بالتشيكية: Ivan David)‏ هو طبيب نفسي وطبيب وسياسي تشيكي، ولد في 24 سبتمبر 1952 في براغ في التشيك. حزبياً، نشط في الحزب الاجتماعي الديمقراطي (تشيكيا). وقد انتخب عضو مجلس النواب جمهورية التشيك وانتخب عضو في البرلمان الأوروبي.